# نادي بوتافوغو
بوتافوغو لكرة القدم والتجديف (بالبرتغالية: Botafogo de Futebol e Regatas) نادي كرة قدم برازيلي مقره في حي بوتافوغو، في مدينة ريو دي جانيرو، يلعب في دوري الدرجة الأولى . أُسس النادي في سنة 1904.

## وصلات خارجية
- الموقع الرسمي (بالبرتغالية)
- Canal Botafogo
- Vestiario Alvinegro
- Grupo Mais Botafogo
- Botafogo News
- Botafogo, O Glorioso (Site não Oficial do Botafogo F.R.)